# Tissot
A Tissot egy 1853-ban alapított svájci óragyártó cég, amely ma a Swatch-csoport tagja. A cég központja Svájcban, a Neuchâtel (Neuenburg) kanton, Le Locle nevű városában található.

## A kezdetek
Charles Félicien Tissot (1804–1873) 1853-ban fiával Charles-Emile-lel alapította meg az első olyan műhelyt, amelyben zsebórákat készítettek. Charles-Emile (1830–1910) gyakran Oroszországba és az Amerikai Egyesült Államokba utazott, hogy az órákat értékesítse. Az ő fia, Charles (1860–1936) 1883-ban vette át a vállalkozást és az értékesítéssel járó utazásokat. 1915-ben megkezdődött a karórák gyártása, amelyeket már a Charles fia, Paul (1890–1951) által vezetett üzemben végeztek. 1920-ban a cég kinőtte a családi vállalkozást.

## Egyesülés
1929-ben a Tissot, valamint az Omega egyesült, és Société Suisse pour l'Industrie Horlogère SA (SSIH) néven működött tovább. A Tissot 1957-ben épített egy új gyárépületet. A ’70-es években a Tissot-t is utolérte a svájci óraiparág válsága, amelyet az 1973-as olajválság, valamint a jutányos áron forgalmazott, Távol-Keletről érkező importtermékek okoztak.
1977-ben a Peseux NE és a La Chaux-de-Fonds fióktelepeket bezárták, és az egyedi órák gyártását teljesen leállították. A veszteség oly mértékben tovább nőtt, hogy a Tissot 1983-ban az összeomlás szélén állt. Az egyetlen mentőöv az SSIH és az AUSAG (Allgemeine Schweizerische Uhren AG) Swatch-csoporttá történő összeolvasztása volt, amely 1985-ben zajlott le Nicolas Hayek vezetésével, aki a svájci óraipart újraszervezte és új piacokat szerzett.

## Kollekciók
A ’80–’90-es években a Tissot egy modern karórákból álló sorozattal lett ismert, amelynek tokját szokatlan anyagokból, például gránitból ("Rockwatch", 1987), illetve fából ("Woodwatch", 1991) készítették.
A Tissot jelenleg összesen hétféle kollekciót készít:
- T-Sport: sport- és búvárórák
- T-Tactile: Multifunkcionális órák, amelyeknél a funkciók, úgymint a kronográfia, a magasságmérő, az iránytű, az ébresztőóra, a hőmérő, a barométer, a dátum és az idő az érzékelőkkel  ellátott óraüveg érintésével hívhatók elő. A legújabb típusok: T-Touch Expert, Sea-Touch (búváróra mélységméréssel és naplózással), Sailing Touch (Vitorlázóknak Regatta visszaszámlálással).
- T-Trend: női órák különböző modern dizájnnal
- T-Classic: acélórák többnyire klasszikus, visszafogott, tartózkodó dizájnnal
- Heritage: órák retró stílusban, régi modellek újragyártott darabjai mai szerkezettel, többnyire zafírkristály óraüveggel
- Pocket Watch: zsebórák
- T-Gold: ékszerórák 18 karátos aranytokkal

## Külső hivatkozások
- A Tissot cég honlapja

1. ↑  https://www.boijmans.nl/en/collection/artists/29237. (Hozzáférés: 2024. április 19.)